# 817 أنيكا
أنيكا هو الكويكب رقم 817 الذي تم اكتشافه من قبل عالم الفلك ماكس ولف من مرصد هايدلبرغ وكان ذلك في 6 فبراير من عام 1916 في ألمانيا. 